# Сен-Мартен-о-Шартрен
Сен-Марте́н-о-Шартре́н (фр. Saint-Martin-aux-Chartrains) — коммуна во Франции, находится в регионе Нижняя Нормандия. Департамент коммуны — Кальвадос. Входит в состав кантона Пон-л’Эвек. Округ коммуны — Лизьё.
Код INSEE коммуны — 14620.

## Население
Население коммуны на 2010 год составляло 405 человек.
| 1962 | 1968 | 1975 | 1982 | 1990 | 1999 | 2010 |
| ---- | ---- | ---- | ---- | ---- | ---- | ---- |
| 262  | 262  | 249  | 309  | 369  | 351  | 405  |

## Экономика
В 2010 году среди 270 человек трудоспособного возраста (15—64 лет) 194 были экономически активными, 76 — неактивными (показатель активности — 71,9 %, в 1999 году было 73,4 %). Из 194 активных жителей работали 187 человек (100 мужчин и 87 женщин), безработных было 7 (2 мужчин и 5 женщин). Среди 76 неактивных 20 человек были учениками или студентами, 34 — пенсионерами, 22 были неактивными по другим причинам.